# エレクトリック・トローリング・モーター

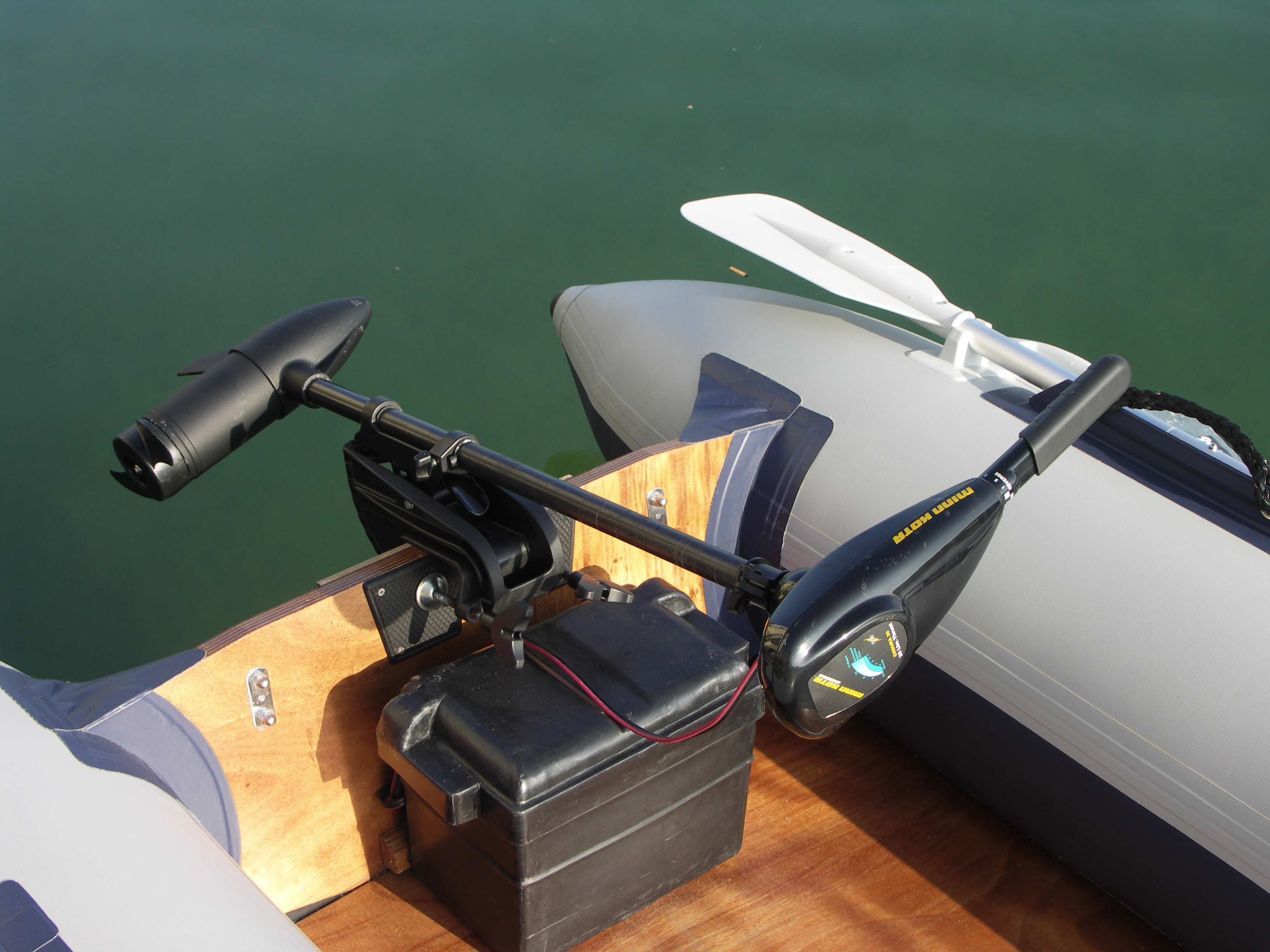
小型ゴムボートに取り付けられたミンコタ製ハンドコントロール式の電気トローリング・モーター

エレクトリック・トローリング・モーター（英:Trolling motor）とは、小型船舶に取り付けられる電気モーターを動力とした船外機のこと。主に釣りにおいて、ガソリンエンジン船外機の補助として用いられるが、短距離の移動においては主動力として用いられることも多い。
略称：エレキモーター、エレキ。（以下エレキモーターと記述する）

## 用途、利用法
主に利用されるのは内水面、つまり湖沼や川で、船の大きさによっては海でも利用されることもある。
エンジン船外機よりも低速で、なおかつ静粛にトローリングが行えるため、魚に警戒されにくいという利点がある。
近年においては、主にバスフィッシングにおいて、エンジン船外機の補助としてフィッシング・ポイントに船を接近させたり、或いはエンジン船外機の代用品として手漕ぎボート等に取り付けられることが多い。ただし、長時間の運用は故障の原因となる。
海でも利用されるが、この場合海水仕様のものを使うべきである。
ガソリンを燃料にするエンジンが使用出来ない場合にも利用可能な動力であるうえ、エンジン船外機よりも廉価である。
動力元は鉛蓄電池（バッテリー）である。自動車用として市販されているバッテリーは「始動用バッテリー」であり、これを使うことは推奨されない。電動フォークリフト用などとして市販されているディープサイクルバッテリーを使うべきである。
ちなみに、操作するのに船舶免許が必要であったが、平成15年の船舶職員及び小型船舶操縦者法改正により、全長3m以下のボートでは無免許での利用が許された（http://www.mlit.go.jp/maritime/kogata/s_seido.html
　下記の通り出力が1馬力にも満たないため）。ただし、現在でもレンタルするのに免許証の提示を求められることもある。

## ハンドコントロールとフットコントロール

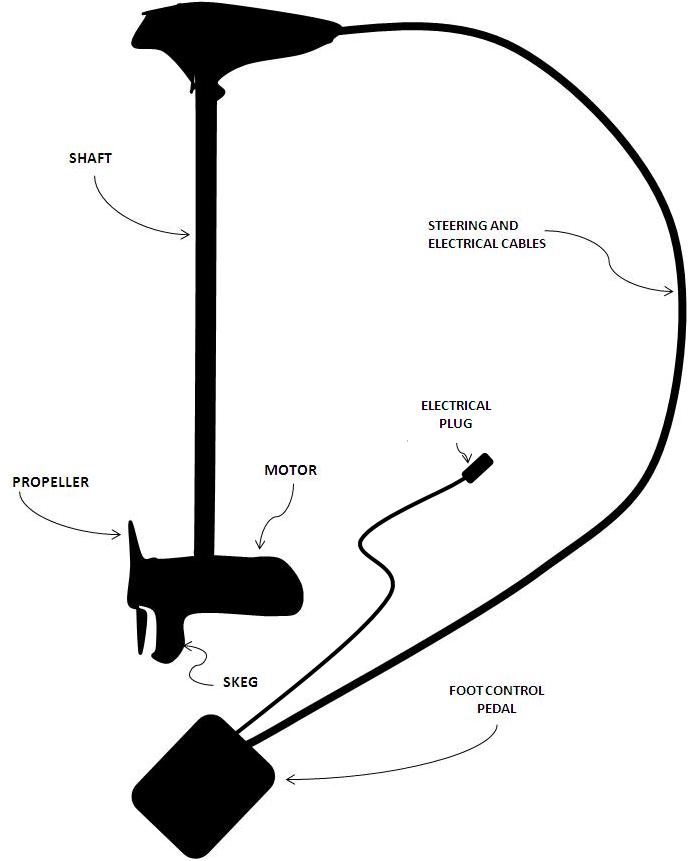
フットコントロール式の概要図

エレキモーターは、操作法で大きく分けて二種類ある。一つはハンドコントロールタイプで、もう一つがフットコントロールタイプである。
ハンドタイプは、スピードや進行方向を手でコントロールするタイプであり、船の前後に取り付け可能でフットタイプよりも構造が簡素で安価である。ただ、操船中に手がふさがってしまうため釣りがしにくいという欠点がある。
一方フットタイプはコントロール全てを足で行える、そのため両手が開くために操船しながら釣りがしやすい、慣れるのに時間をようするが、非常に快適な釣りがしやすい。ただし、構造が複雑でかさばりやすく、やや高価である。また、船の前にしか取り付けられず、専用のマウントも必要である。

## 推進力の単位
エンジン船外機の場合だと推進力を馬力で表すが、エレキモーターだと1馬力にすら満たないのが普通であるため、ポンド（lbs）で表記される。
内水面においておよそ30ポンドから55ポンドという、12Vで動くモデルが一般的だが、大きな船、或いは高速移動したい場合には70〜100ポンドほどの出力があるモデルも存在する。ただし、24〜36Vほどの高電圧を要す。海では一般的な内水面の推進力よりも大きなモデルが多い。
また、推進力が大きければ大きいほど重くなるため、軽い方が扱いやすいが、風が出て荒れやすい場所では大型のものが使いやすい。

## 主な製造メーカー
- マーキュリー・マリーン傘下のモーターガイド。
  - ナビコ傘下のローレンス。
- ジョンソン・アウトドアーズ（英語版）傘下のミンコタ。
- ガーミン
- ヤマハ発動機